# Maximilien Rubel
Maximilien Rubel (Černivci, 10 ottobre 1905 – Parigi, 28 febbraio 1996) è stato un filosofo e politologo austriaco naturalizzato francese.
È stato un comunista militante e studioso del pensiero di Karl Marx.
Maximilien Rubel ha dedicato la sua tesi universitaria di dottorato a Marx. Nel 1959 ha fondato la rivista Etudes de marxologie. Ha inoltre partecipato al "Groupe communiste de conseils", gruppo che ha curato – dal 1962 – la pubblicazione della rivista Cahiers de discussion pour le socialisme des conseils.
Rubel ha curato l'edizione delle opere di Marx presso l'editrice francese La Pléiade, traducendo tra l'altro numerosi testi di Marx fino ad allora inediti in francese.
La tesi fondamentale di Rubel è che il cosiddetto "marxismo" non era che un grosso fraintendimento del pensiero originario di Marx. Era solito affermare: «Non ascoltate i marxisti, leggete Marx!».
A fianco del suo impegno anti-capitalista, Rubel ha sostenuto parimenti il movimento femminista e quello ecologista (anche noto come anti-nuclearista).

## Opere

### Principali opere pubblicate in francese
- Marx critique du marxisme (1974, Payot, réédité en 2000).
- Guerre et paix nucléaires (1997, Paris-Mediterranee).
- Karl Marx devant le bonapartisme (1960, Sulliver).
- Karl Marx, essai de biographie intellectuelle (Rivière, 1957; réédition 1971)

### Principali opere pubblicate in italiano
- Marx critico del marxismo (Cappelli, 1981).
- Karl Marx. Saggio di biografia intellettuale. Prolegomeni a una sociologia etica (Cooperativa Colibrì, 2001).

### Opere pubblicate in italiano su Maximilien Rubel
- Louis Janover, Maximilien Rubel. Un impegno per Marx (Cooperativa Colibrì, 2001).
- Gianfranco Ragona, Maximilien Rubel (1905-1996). Etica, marxologia e critica del marxismo  (Franco Angeli, 2003).